# L'amore è sempre amore
L'amore è sempre amore è un album di Al Bano, pubblicato in Italia il 20 febbraio 2009 dall'etichetta discografica Warner Music Italia.
L'album è stato pubblicato immediatamente dopo la partecipazione del cantante al Festival di Sanremo 2009 con l'omonima canzone, inclusa nel disco. Al Bano ha dichiarato in un'intervista che la canzone si sarebbe classificata al quarto posto nella graduatoria del festival. 
Il brano La canzone di Jas-Bi è dedicato ai suoi figli Jasmine e Bido (Albano Junior).
L'album è stato pubblicato in Austria con il titolo L'amore è sempre amore plus best of CD che contiene un secondo CD "Best Of" nel quale oltre ai vari successi è presente anche una versione sinfonica della canzone Angelo Raffaele del 2001, reperibile soltanto nella tracklist dell'edizione austriaca dell'album.

## Tracce
1. Accendi l'anima – 3:42 (Fabrizio Berlincioni, Albano Carrisi, Alterisio Paoletti, Albano Carrisi)
2. Notte e giorno – 4:44 (Albano Carrisi, Romina Power, Oliver Statz, Joachim Horn)
3. Amico fermati – 4:27 (Alterisio Paoletti, Albano Carrisi, Andrea Lo Vecchio)
4. Se tu vorrai – 3:40 (Alterisio Paoletti, Albano Carrisi, Andrea Lo Vecchio)
5. I cigni di Balaka – 3:17 (Albano Carrisi, Willy Molco, Albano Carrisi)
6. Sei la mia luce – 3:58 (Giuseppe Fulcheri, Vincenzo Sparviero, Alterisio Paoletti, Albano Carrisi)
7. Il mondo degli angeli – 3:49 (Maurizio Fabrizio, Romina Power, Oscar Avogadro)
8. Ma perché sei andata via – 4:03 (Romina Power, Albano Carrisi, Cristiano Minellono)
9. Caro amore – 4:22 (Albano Carrisi, Vito Pallavicini, Willy Molco)
10. La canzone di Jas-Bi – 3:50 (Yari Carrisi, Albano Carrisi, Cristiano Minellono)
11. Torneremo a Venezia – 4:23 (Joachim Horn, Oliver Statz, Romina Power, Albano Carrisi)
12. L'amore è sempre amore – 3:51 (Maurizio Fabrizio, Guido Morra)

### L'amore è sempre amore plus best of CD
L'edizione del disco pubblicata in Austria
CD 1
1. Accendi l'anima – 3:42 (Fabrizio Berlincioni, Albano Carrisi, Alterisio Paoletti, Albano Carrisi)
2. Notte e giorno – 4:44 (Albano Carrisi, Romina Power, Oliver Statz, Joachim Horn)
3. Amico fermati – 4:27 (Alterisio Paoletti, Albano Carrisi, Andrea Lo Vecchio)
4. Se tu vorrai – 3:40 (Alterisio Paoletti, Albano Carrisi, Andrea Lo Vecchio)
5. I cigni di Balaka – 3:17 (Albano Carrisi, Willy Molco, Albano Carrisi)
6. Sei la mia luce – 3:58 (Giuseppe Fulcheri, Vincenzo Sparviero, Alterisio Paoletti, Albano Carrisi)
7. Il mondo degli angeli – 3:49 (Maurizio Fabrizio, Romina Power, Oscar Avogadro)
8. Ma perché sei andata via – 4:03 (Romina Power, Albano Carrisi, Cristiano Minellono)
9. Caro amore – 4:22 (Albano Carrisi, Vito Pallavicini, Willy Molco)
10. La canzone di Jas-Bi – 3:50 (Yari Carrisi, Albano Carrisi, Cristiano Minellono)
11. Torneremo a Venezia – 4:23 (Joachim Horn, Oliver Statz, Romina Power, Albano Carrisi)
12. L'amore è sempre amore – 3:51 (Maurizio Fabrizio, Guido Morra)

CD 2
1. L'amore è sempre amore – 3:51 (Maurizio Fabrizio, Guido Morra)
2. Nel sole – 3:52 (Pino Massara, Albano Carrisi, Vito Pallavicini)
3. Felicità – 3:53 (Cristiano Minellono, Gino De Stefani, Dario Farina)
4. Va pensiero – 3:31 (Giuseppe Verdi, Temistocle Solera)
5. Sempre sempre – 3:53 (Claude Lemesle, Michel Carrè, Michel Gouty, Vito Pallavicini) – (New version feat. Doris Golpashin)
6. Sharazan – 4:02 (Albano Carrisi, Romina Power, Ciro Dammicco)
7. Volare – 3:44 (Domenico Modugno, Franco Migliacci)
8. Io ti cerco – 3:51 (Albano Carrisi, Romina Power)
9. Libertà – 4:23 (Springbock, L.B.Horn, Willy Molco, Romina Power, Vito Pallavicini)
10. Intermezzo da "Cavalleria Rusticana" – 3:03 (Pietro Mascagni, Giovanni Targioni-Tozzetti, Guido Menasci)
11. Angelo Raffaele – 5:09 (Albano Carrisi, Oscar Avogadro) – (Symphonic)
12. Arena blanca mar azul – 3:34 (Albano Carrisi, Romina Power)
13. Nessun dorma – 3:33 (Giacomo Puccini, Giuseppe Adami, Renato Simoni - dall'opera Turandot)
14. Capri fischer – 3:29 (Gerhard Winkler, Vito Pallavicini)

## Formazione
- Al Bano - voce
- Adriano Martino - chitarra
- Alterisio Paoletti - tastiera elettronica|tastiera
- Alex Zuccaro, Antonio Musca, Elena De Salve, Eleonora Pascarelli, Giusy Colì, Tommaso Zuccaro - cori

## Classifiche
| Classifica | Posizione |
| ---------- | --------- |
| Austria    | 21        |
| Italia     | 31        |